# Принцип ненападу
Принцип ненападу (також називається аксіома ненападу, принцип непримусу, принцип відсутності агресії, принцип відмови від ініціації насилля, скор. англ. NAP — non-aggression principle) — етична позиція, яка стверджує, що «агресія» за своєю суттю є нелегітимною. «Агресія» визначається як «ініціація» фізичного насилля проти людей або їхнього майна, погроза такого, або шахрайство стосовно людей або їхньої власності. На відміну від пацифізму, принцип ненападу не виключає застосування насилля при самообороні. Принцип є моральною позицією.

## Походження
Принцип має давню традицію, але, в основному, популяризований ринковими анархістами та іншими представниками лібертаріанства (консеквенціалістські лібертаріанці не обгрунтовують ним своє лібертаріанство, але деякі виводять його з консеквенціалістських аргументів, потім використовуючи його на менш важливих етапах своєї думки). Це аксіома для деяких форм анархізму, і її сліди можна знайти в юдаїзмі, християнстві та ісламі, а також у східних філософіях, таких як даосизм.

## Визначення
Лібертаріанці зазвичай стверджують,  що принцип відмови від агресії включає власність і свободу угод як частину принципу власності на самого себе. Базисом для цього розширення самоприналежності слугує аргумент Джона Лока (який також називають «принципом гомстедингу»), про те, що привнесення праці до ресурсу, який не використовувався до цього, робить цей ресурс частиною особистості. Наступний обмін такою власністю (напр. продаж, рента) просто передає це право. Отже, нападати на чиєсь майно означає нападати на особистість. Відносно свободи укладати довільні договори, право самоприналежності має на увазі збереження цієї свободи для будь-яких дій, які не несуть у собі агресії (напр. укладання наперед хибних або нав`язаних погрозами договорів, або ж договорів, які передбачають здійснення обома сторонами договору агресії проти третьої сторони).

## Наслідки
Якщо ж ці два права — право приватної власності і право на свободу договору — приймаються як даність, то дотримання сторонами договору принципу ненападу гарантує безпеку від погрози крадіжки, вандалізму, насилля, шахрайства і «злочину без жертви».
Стосовно до держави, принцип ненападу дозволяє заборонити численні елементи державної політики, включаючи оподаткування, примусовий призов на військову службу, а також державне регулювання добровільного обміну. Анархісти стверджують, що доведений до логічного завершення принцип ненападу призведе до скасування самої держави, стверджуючи, що люди будуть захищені від сторонньої агресії за допомогою або приватних договорів з приватними страховими організаціями, або за допомогою добровільної міліції, або за допомогою повністю особистої самооборони. Дана система нагадує систему надання послуг пожежної охорони у колоніальній Філадельфії.
Либертаріанська партія США розглядає принцип ненападу як основоположний принцип всієї лібертаріанської думки.

## Обґрунтування
Принцип ненападу у філософії обґрунтовується різними способами, такими як:
- Апріорна аргументація. Ґанс-Герман Гоппе стверджував, що вирішення будь-яких конфліктів апріорно може відбутися одним з двох способів: агресією або, умовно говорячи, діалогом. Оскільки другий є єдиним методом, за допомогою якого ми можемо дізнатися про чужі етичні уявлення або взагалі мати можливість про щось домовитися, то принцип ненападу апріорно є основою будь-якої етичної системи.
- Природне право. Мюррей Ротбард робив спроби вивести принцип ненападу з права власності на самого себе;
- Консеквенціально-утилітарний аргумент: слід дотримуватися системи, котра буде забезпечувати можливість людям висловлювати свої переваги і робити вибір, якщо нашою метою є збільшення сукупного блага;[3]
- Об`єктивізм. Айн Ренд робила спроби вивести принцип ненападу з права на життя.

## Історичні формулювання і контекст
| Дата            | Ким сформульоване                                    | Формулювання |
| --------------- | ---------------------------------------------------- | --- |
| IV ст. до н. е. | Епікур                                               | «Справедливість, яка походить від природи, є договором про корисне — з ціллю не нашкодити один-одному й не зазнати шкоди.» |
| X ст.           | Абу Мансур аль-Матуріді, Ібн Кайім Джаузія, Аверроес | Ці ісламські богослови і філософи писали, що людина може раціонально знати, що людина має право на життя і на володіння власністю. |
| Поч. XIII ст.   | Ібн Туфайль                                          | У своєму труді «Повість про Хайє, сина Якзана» ісламський філософ розглядає історію життя дитини-одиночки, який без попереднього знання, відкрив закони природи і природні права, згідно яких людина не повинна здійснювати примус по відношенню до чужого життя або власності. Філософія Ібн Туфайля стала витоком ідеї Лока про «Tabula rasa». |
| 1618            | Джон Лок                                             | У своїй роботі «Два трактати про правління» він пише: «Оскільки усі люди є рівними і незалежними, жоден з них не повинен завдавати шкоду життю, здоров'ю, свободі або власності іншої людини.» |
| 1682            | Самуель фон Пуфендорф                                | У роботі «Про обов`яки людини і громадянина» пише: «Серед абсолютних обов`язків, тобто тих, які стосуються кожної людини по відношенню до будь-якої іншої, на першому місці перебуває ця: ніхто не повинен шкодити іншому. Це фундамент для усіх інших обов`язків, які властиві усім людям як таким.» |
| 1722            | Вільям Уолластон                                     | У роботі «Окреслюючи релігію природи» він сформулював: «Ніхто не має права першим перервати щастя іншого». Це формулювання наголошує «першим», щоб відрізнити агресивне втручання у чужі справи від втручання з ціллю самооборони («… але кожна людина має право захищати себе і близьких від насилля, повернути те, що було взято у неї силою, й навіть здійснити покарання, користуючись дозволом, який дають йому й усім іншим людям істина і розсудливість»). |
| 1790            | Мері Волстонкрафт                                    | Робота «Захист прав людини»: «Невід`ємне право людини … це така ступінь свободи, громадянської і релігійної, якою вона сумісна зі свободою будь-якої іншої людини, з якою вона взаємодіє у рамках суспільного договору, і у котрій можливе подальше існування цього договору». |
| 1816            | Томас Джефферсон                                     | «Правомірна свобода означає безперешкодну дію у відповідності з нашою волею, у межах, утворених навколо нас рівними правами інших. Я не додаю "у рамках закону“, тому що закон часто підвладний волі тирана, й у таких випадках закон завжди порушує права особистості» […] «Жоден з людей не має природного права на здійснення агресії по відношенню до рівних прав іншого, й це те єдине, з чого витікають усі закони, які повинні стримувати його». (З листа Томаса Джефферсона Френсису Гілмеру, 1816 г.) |
| 1851            | Герберт Спенсер                                      | Закон рівної свободи: «Кожна людина вільна робити те, що бажає, якщо при цьому не порушує рівну свободу будь-якої іншої людини.» Таке розуміння рівної свободи сходить до ранньої ліберальної думки. |
| 1859            | Джон Стюарт Мілл                                     | Принцип відвернення шкоди, сформульований у роботі «Про свободу», стверджує, що «єдиною ціллю, заради котрої влада може бути по праву здійснена по відношенню до будь-якого члена цивілізованої спільноти проти його волі, може бути лише відвернення причинения шкоди іншим людям». |
| 1898            | Леся Українка                                        | У статті «Державний лад» вона пише: «... воля — се право кожної людини робити все, що їй хочеться, аби тілько не робити шкоди иншим людям, себ то не ламати їх прав. Тут же просимо завважити, що коли людина обороняє свою волю <судом, правом, законом> навіть збройною рукою, то сим вона, хоч неначе й робить шкоду иншим людям, охочим нищити чужу волю, але ж, роблячи се, не ламає нічийного права, а тілько обороняється від напастника. Адже кожний має право обороняти своє життя, свою родину від розбійників, так само кожний повинен би мати право обороняти свою волю від кожного, хто хоче її зламати.» |
| 1961            | Айн Ренд                                             | У есеях під назвою «Права людини» у книзі «Чеснота егоїзму», вона формулює: «Необхідною умовою для цивілізованого суспільства є заборона на фізичну силу у соціальних відносинах. … У цивілізованому суспільстві сила може бути застосована тільки для відплати, й тільки по відношенню до тих, хто ініціював застосування сили.» Відзначимо, що вона розглядала усе це у контексті саме цивілізованого суспільства. |
| 1963            | Мюррей Ротбард                                       | «Ніхто не може погрожувати застосуванням або здійснювати насилля (агресію) по відношенню о іншої людини або його майна. Насилля може бути використане тільки по відношенню до людини, яка здійснює таке насилля; тобто, тільки з ціллю самозахисту проти агресивного насилля інших. Коротше говорячи, ніяке насилля не може бути застосоване проти тих, хто вчинює агресії. Ось основні правила, з яких можна вивести увесь корпус лібертаріанської теорії». Цит. за «Війна, мир і держава» (1963), публікація у збірнику «Егалітаризм як бунт проти природи та інші ессеї»                                            |

Теоретик природного права Мюррей Ротбард відстежує принцип ненападу від теоретика природного права Томи Аквінського й від ранніх томістських схоластиків Саламанкської школи  [Архівовано 23 грудня 2012 у Wayback Machine.].
Ранні формулювання, які використовували такі терміни, як «шкода» або «травма», наприклад приведені вище цитати з Епікура і Мілла, сьогодні вважаються неточними. Поняття «шкода» і «збиток» занадто суб`єктивні; шкода для одного може бути користю для іншого. Так, наприклад, орендар може зробити такі «поліпшення», котрі домовласник визнає шкідливими. Сучасні формулювання намагаються уникнути такої суб`єктивности шляхом формулювання NAP у термінах прав людини або поведінки, яка спостерігається (ініціація насилля/агресії).
Принцип ненападу є частиною багатьох релігійих концепцій, наприклд, джайнізму.

## Критика
Принцип ненападу піддається трьом різним категоріям критики: 
1) твердження про аморальність принципу; 
2) твердження, що принцип неможливо послідовно застосовувати на практиці, ніколи від нього не відступаючи;
3) твердження, що тлумачення принципу є занадто неоднозначними, щоб бути практично корисними. 
Ці три категорії відповідно іменуються: консеквенціалістська критика, критика непослідовності і критика неоднозначності.

### Консеквенціалістська критика
Цей моральний критицизм базується на консеквенціалістській етиці зокрема, на утилітаризмі. Стверджує, що принцип ненападу є неетичним, оскільки він не припускає застосування сили першим — навіть у тих випадках, коли подібне є найкращим з можливих варіантів дії. Припустимо, наприклад, що ви можете врятувати мільйон життів за рахунок убивства однієї людини. Принцип ненападу стверджує, що ви не маєте права вбивати цю людину, поки він не виявляє агресії до вас — однак, це призводить до смерті мільйону людей. Звичайно, такі екстремальні ситуації є вкрай рідкими, але противники принципу ненападу стверджують,  що повсюдно зустрічаються «м'які» форми тієї ж самої дилеми (наприклад, вибір, чи пограбувати багату людину, аби врятувати бідняка від голодної смерті).
Основною відповіддю прибічників NAP на подібні аргументи є те,  що моральність або ж аморальність убивства безвинної людини для спасіння мільйону життів залежить від ситуації. Якщо хтось третій погрожує убити мільйон людей у разі відмови убити невинного — очевидно,  убивство невинного у даній ситуації аморально. Однак, якщо невинна людина сама може стати причиною мільйону смертей — наприклад, через те, що несе у собі смертельний вірус, — то вона по суті є ініціатором агресії проти оточуючих, навіть якщо вона сама про це не знає. Окрім того, противники NAP ще повинні показати, чому для бідняка спасіння себе від голодної смерті саме шляхом пограбування більш заможного сусіда — краще за будь-який інший варіант дії.
Багато з формулювань, зокрема від Ротбарда і Лока, намагаються звести до нуля подібні заперечення, стверджуючи, що NAP можливий застосовувати тільки у цивілізованому суспільстві (а не у ситуаціях «підводного човна, який потопає»), або ж те, що принцип являється швидше юридичним (а не частиною загальнолюдської моралі). Так, наприклад, людина, яка голодує, може цілком у злагоді з загальнолюдською мораллю, увірватися до магазину і вкрасти собі їжі, але тим не менш вона фактично здійснює агресію, й згідно NAP вона повинна, не залежачи від причин її здійснення, сплатити відповідну компенсацію.
Деякі консеквенціалістські лібертаріанці стверджують принцип ненападу на своїх власних формах консеквенціалізму, зокрема правовому утилітаризмі і правовому егоїзмі. Ці утилітаристи не вірять, що агресія апріорі аморальна, тому що такі ситуації, за яких ініціювати агресію значить запобігти куди більш великої біди — конче рідкі; вони стверджують принцип ненападу на тій підставі, що якщо й інші приймають для себе цей принцип, то наслідки цього будуть куди кращими, ніж якщо цей принцип не приймати. Вони вірять що наслідки захисту принципу ненападу як такого набагато перевищують наслідки захисту його відсутності, за якого люди вимушені щоразу думати й вирішувати, які наслідки буде мати агресивне насилля у кожному конкретному випадку. 
Інші консеквенціалістські лібертаріанці не поширюють принцип ненападу на усі сфери життя, а просто вірять, що велика частина політичних і економічних свобод, які дозволяють забезпечити максимальний добробут і ефективність суспільства, досягаються у разі, коли більшість людей дотримується принципу ненападу, навіть якщо діючий уряд його порушує. За їхньою думкою, у вільному суспільстві подібні дії влади будуть дуже обмеженими. 
Ця гілка лібертаріанських учень традиційно асоціюється з іменами Людвіга фон Мізеса і Фрідріха Гаєка.

### Критика непослідовності
Другий тип критики акцентує увагу на тому, що у багатьох реальних конфліктах часто вкрай важко визначити, хто був дійсним ініціатором насилля. Як правило, кожна сторона конфлікту стверджує, що «це не я, а він першим почав». Іноді, у деяких випадках, ініціатор насилля є абсолютно очевидний — наприклад, озброєний грабіжник, який вам погрожує, вимагаючи «гаманець або життя». У інших ситуаціях, однак, такий чіткості і ясності немає. Наприклад, одна зі сторін може бути першою, яка застосувала насилля, а інша сторона — першою, яка почала погрожувати насиллям; або ж ситуація, коли конфлікт між сторонами триває настільки довго,  що  ніхто з його учасників навіть не пам`ятає, хто його почав. Особливо важкі випадки — війни, оскільки вкрай мало їх починається з того, що одна країна відкрито заявляє про своє бажання застосувати насилля щодо іншої.
Лібертаріанці зазвичай відповідають, що такі прагматичні питання вже прекрасно розглянуті у правових системах сучасності. Зокрема, у різних прикладах дисипативної гри, наприклад у ситуації, коли одна людина починає словесно ображати іншу у барі, та у відповідь починає штовхатися, випадково влучає по третій, а третя у відповідь вже застосовує кулаки, й ситуація закінчується загальною бійкою. У таких випадках всі сторони конфлікту очевидно винні в агресії по відношенню до оточуючих — тому що проявлена ними агресія очевидно виходить за рамки необхідної самооборони.
Даний другий тип критики часто знаходить підтримку зі сторони лібертарних соціалістів й усіх тих, хто разом з ними вважає, що майже кожний клаптик землі на планеті був украдений (тобто привласнений у володіння шляхом застосування сили) у якійсь момент своєї історії. Украден земля надалі переходить у спадок або продається, поки не сягає свого нинішнього господаря. Таким чином, власність на землю і на природні ресурси, по суті заснована на насильстві. Деякі з тих, хто приймає цей аргумент (наприклад, послідовники Генрі Джорджа), стверджують,  що даний випадок виникає лише шляхом насилля приватної власності — на землю і на природні ресурси — являється унікальним, у той час як інші вважають, що уся приватна власність на усі товари походить від насилля, оскільки природні ресурси необхідні у виробництві будь-яких товарів.
Либертаріанці часто говорять,  що природні складнощі пошуку відповіді на питання «хто перший початків?», тобто визначення початкового агресора, не повинні відлякувати прибічників свободи від даного процесу.
Окрім того, лібертаріанці часто відповідають на будь-який варіант вищенаведених доводів аргументами у стилі «з тієї пори багато води утекло»: начебто, не можна врахувати і розібрати усі минулі злочини, й тому акти розкрадання, які відбулися дуже давно, можна розумно ігнорувати, оскільки вони не мають відношення до людей, які живуть тут і зараз. Це, однак, може породжувати ще більше звинувачень у непослідовності, оскільки це означає, що факт мирного володіння власністю у теперішній час легітимує її крадіжку або незаконність у минулому — принцип, відомий у деяких контекстах як «право сквоттера», й у інших контекстах як «право чужого незаконного володіння». Це вимагає свого роду «виділення» принципового моменту: моменту, коли незаконна власність стає законною власністю. Опоненти ж стверджують, що будь-який момент, який можна взяти у такій якості, є довільним.
Так, наприклад, відомий теоретик анархо-капіталізму Мюррей Ротбард стверджує, що безліч приватної власності на Пвіденному Заході США повинно бути експропрійовано у нинішніх власників і передано законним наступникам тих, хто мав на неї претензії згідно з мексиканським законодавством до американо-мексиканської війни; однак, він також розглядає цей випадок як історично унікальний.
Інша відповідь може бути дана на основі наявності доказів володіння й індивідуальності господарів. Тобто, якщо нинішній спадкоємець давно померлих власників може визначити майно, яке було украдено, і довести, що власник передав йому/їй свої початкові права власності, то спадкоємець має бути визнаним у якості законного власника. Це дещо нагадує «презумпцію невинуватості» з сучасного права: володар власності повинен вважати легітимним, поки не доведено зворотне.

### Критика неоднозначності
У доповнення до вищенаведених двох видів критики, є також й дискусії навколо того, яким чином лібертаріанці зазвичай інтерпретують принцип ненападу. Зокрема, деякі лібертаріанці сприймають податки як форму державної агрессії. Інші ж стверджують, що через «ефект безбілетника» добровільних грошових зборів категорично не вистачить для захисту людей від агресії великих масштабів. Таким чином, вони вважають оподаткування прийнятним до тих пір, поки грошей не конфісковується більше, ніж це необхідно для оптимізації захисту громадян від агрессії (як від інших людей, так й від самого уряду).
З іншої сторони, більшість лібертаріанців-анархістів, як суворі прихильники принципу ненападу стверджують, що безпека повинна підтримуватися коштом добровільних платежів приватним озброєним силам, а зовсім не через оподаткування. Анархістів і противників лібертаріанства у цілому об`єднує той аргумент,  що принцип ненападу, прийнятий у чистому або абсолютному смислі, забороняє існування держави. Анархісти використовують цей аргумент у своїх спробах перетягнути лібертаріїв інших спрямувань на свою сторону, у той час як противники лібертаріанства використовують цей аргумент на підтримку твердження,  що послідовне застосування лібертаріанських принципів призведе до повного скасування держави, що, на їхню думку, є екстремізмом і абсурдом.
Анархісти стверджують, що виведення мінархізму з принципу ненападу породжує логічне протиріччя, і вважають, що доктриною, яка втілює природне право у повному обсязі, є саме анархізм.

### Суспільний договір
Багато хто виступає проти лібертаріанської ідеї про те, що оподаткування — одна з форм агресії на основі суспільного договору. Зокрема, прибічники більшості теорій суспільного договору сприймають податки як фінансову оборудку з партнером, а податкових чиновників уряду як суб'єктів (неявних) договору з членами суспільства з метою розв'язання спільних проблем. Тим не менш, Герберт Спенсер стверджує: «Якщо кожний з людей може робити те, що бажає, не порушуючи при цьому рівну свободу будь-якої іншої людину, то він може відмовитися від зв'язку з державою — відмовитися від пропонованих нею послуг захисту і бойкотувати виплати на їхнє забезпечення. Само собою, що подібною поведінкою він жодним чином не утискую свободу інших людей, його позиція пасивна, а залишаючись пасивним, він не може стати агресором. Не менш очевидно, що він не може бути примусово залучений до подальшої підтримки якоїсь політичної корпорації без порушення морального закону; бо громадянство передбачає сплату податків, а забирати майно людини проти його волі, є порушенням його прав.»  [Архівовано 8 червня 2019 у Wayback Machine.]
Деякі прибічники теорії суспільного договору стверджують, що людина повинна дотримуватися цього самого «суспільного договору», лишаючись у межах держави. Спростування цієї точки зору часто базується на розгляді того, чи є реальний вибір з можливістю «вийти з гри». Однією з можливих перешкод може бути те, що залишити країну може бути важкою і такою, що вимагає жертв, справою, особливо у випадку, коли держава контролює кордони (за допомогою прикордонників з собаками і колючого дроту). 
Інший погляд на це питання зводиться до того, що договір — це те, що приймається добровільно. А закони держави, за визначенням, є обов`язковими до виконання усіма громадянами у примусовому порядку. Подібний стан, з цієї точки зору, можна порівняти з мафією — люди начебто «добровільно» платять їй за «дах», але де-факто вони це роблять примусово. 
Інші лібертаріанці відзначають, що оскільки всі території на планеті перебувають під юрисдикцією тієї чи іншої держави, то людина не може залишити одну державу, не прийнявши правил іншої, й, відповідно, залиши зону дії суспільного договору можливо хіба що ви вирішите жити у океані. 
Прибічники теорії суспільного договору, з іншої сторони, стверджують, що вибір одного з багатьох контрактів, прийнятний з лібертаріанської точки зору, практично важко здійснити. Наприклад, якщо приватна корпорація, яка контролює водопостачання у регіоні (див. «Монополія»), й незадоволені нею мешканці району не зможуть прийти до угоди зі створення нового учасника на цьому ринку, то скасування контракту з корпорацією буде означати, фактично, що людині доведеться виїхати з цього регіону. Таким чином, стверджують критики, контракт з монопольною водною корпорацією дуже схожий на суспільний договір.
Надихаючись такими ідеями, деякі монархісти пропонують встановлювати суспільний договір (і податки) тільки на місцевому або регіональному рівні, — чим нижче, тим краще, оскільки, наприклад, залишення району є менш обтяжливо й набагато легше у плані збереження свободи вибору, ніж еміграція з країни. 
Така система також вносить елемент конкуренції між різними податками, до яких монополістичний центральне уряд не має відношення. З іншої сторони, ця система також ускладнює реалізацію будь-яких значних суспільних проектів, оскільки для подібного необхідною є явна угода між різними регіональними органами влади. 
Додатковою проблемою буде й обмеження здійснення великомасштабних суспільних проектів лише тими, які мають широку підтримку, можливо, консолідовану через одну з наддержавних організацій (ООН, Євросоюз, НАФТА, НАТО). Окрім того, за відсутності централізованого управління оподаткуванням, ця система також дозволяє створення «податкових сховищ»: якщо у певному регіоні відсутні або майже відсутні місцеві податки, то більшість з заможних людей з сусідніх регіонів можуть переїхати туди, тим самим позбавляючи податкових надходжень регіони їхнього попереднього проживання. Добре це або погано — кожний вирішує сам, у залежності від своїх політичних поглядів.
Звичайно, існування суспільного договору, рівно як й існування принципу ненападу, само по собі є предметом спору між прибічниками різних політичних ідеологій і поглядів. Багато хто з лібертаріанців стверджує, що договір не може існувати без свідомого і добровільної згоди усіх учасників. Відомим прибічником цієї точки зору був американський анархіст-індивідуаліст Лізандр Спунер, обґрунтовуючи принцип ненападу на природному праві. Спунер вважав, що факт погрози застосування насилля зі сторони уряду по відношенню до тих, хто не платить податки, робить нелегітимним будь-який суспільний договір, оскільки законні договори можуть бути сформовані лише за відсутності примусу (тобто вони повинні бути добровільними).
Інші стверджують, що суспільний договір дійсно може існувати, але це саме негласний договір між людьми — дотримуватися принципу ненападу. З їхньої аргументації слідує, що оподаткування, таким чином, очевидно порушує суспільний договір. Наприклад, анархіст П`єр-Жозеф Прудон вважав, що замість договору між людиною і урядом, «суспільний договір представляє собою угоду людини з людиною; угода, яка повинна створити те, що ми називаємо суспільством» до «зречення від будь-яких претензій до управління оточуючими».